# ارتش اشکانی
ارتش اشکانی از زمان آغاز شدن پادشاهی خاندانی اشکانی بر شاهنشاهی ایران تشکیل شد و دارای ساختاری فئودالی (ملوک الطوایفی) بود.

## سازمان ارتش
سازمان ارتش اشکانی دارای ضعف مرکز بود. سپاه اشکانی از تربیت نظامی و صفوف متشکل، متمرکز و سازمان یافته ترکیب نمی‌یافت. در نبردها سپاه دولت اشکانی از سربازانی تشکیل می‌شد که زیر دست آزادگان و فرمانروایان محلی هر کدام از گوشه‌ای از کشور به درگاه شاه می‌آمدند و بیشتر به فرمانروایان محلی خود وفادار بودند تا به شاه. این جوهر فئودالی و نداشتن نظام فرماندهی متمرکز در نبردهای اشکانیان با رومیان و به خصوص در دوره‌هایی که دچار جنگ‌های داخلی بودند تأثیرگذار بود. بسیاری این شیوهٔ سازماندهی را به خاطر پیشینهٔ تاریخی و زندگی قبیله‌ای و دشت‌نشینی اشکانیان می‌دانند.

## شیوهٔ نبرد

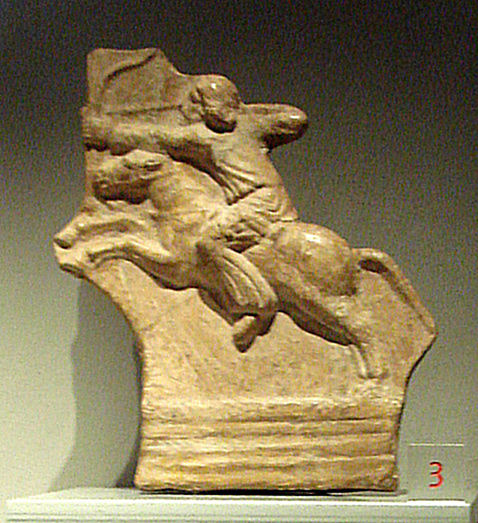
سوار سبک اسلحهٔ اشکانی در حال تیراندازی

اشکانیان نخست روش جنگی سلوکیان را به کار بستند و پیاده‌نظامی سنگین‌اسلحه و سواره‌نظامی مرتب پدید آوردند. یکی از دلایل این کار استفادهٔ اشکانیان از سربازان مزدور در نبردها بود. در تاریخ آمده‌است که مهرداد یکم ششمین شاه اشکانی که وی را بانی عظمت و اقتدار دولت اشکانی پیروزی‌های خود را مرهون استفاده از این روش بود. ولی اشکانیان به زودی این روش را کنار گذاشته و شیوهٔ دیرینهٔ خود را به کار بردند. در این شیوه پیاده‌نظام تنها برای نبرد در بلندی‌ها استفاده می‌شد و سواره‌نظام نیروی اصلی سپاه را تشکیل می‌داد. سواره‌نظام اشکانی به نیزه‌داران سبک‌اسلحه و سواران سنگین‌اسلحه            ( کاتافراکت ) تقسیم می‌شدند. سواران سبک‌اسلحه ماهرترین تیراندازان زمان خود بودند. سواران سنگین‌اسلحه زرهی داشتند که سرتاپای ایشان را می‌پوشانید و اسبانشان نیز چنین زرهی داشتند. از آن‌ها برای درهم شکستن صفوف دشمن و از سواران سبک‌اسلحه برای پشتیبانی و تیراندازی از دور استفاده می‌شد. شیوهٔ مخصوص اشکانیان و به خصوص سواران سبک‌اسلحهٔ ایشان شیوهٔ جنگ و گریز بود. اگر دشمن ایشان را تعقیب می‌کرد یا فشار خود را بیشتر می‌کرد نیزه‌داران اشکانی از مقابل آن‌ها گریخته، صفوق خود را می‌گستردند و شاخه شاخه می‌شدند. این کار دشمن را تحریک به تعقیب کردن آن‌ها می‌کرد و دشمن به ناچار در جهات مختلف به دنبال آن‌ها می‌تاخت. به این شکل سپاه دشمن پراکنده می‌شد و تیراندازان اشکانی در حال گریز از پس شانه به سوی دشمن تیر می‌انداختند. چون به این ترتیب دشمن پراکنده و ضعیف می‌شد بازگشته و آغاز به حمله می‌کردند. به خاطر این که برد کمان‌های اشکانی بیشتر از کمان‌های دشمنانشان بود در هنگام تیراندازی متقابل تیرهای دشمن به سواران اشکانی نمی‌رسید ولی کمانداران اشکانی به راحتی دشمن را هدف قرار می‌دادند. در آن زمان و به خصوص در نزد رومیان تیراندازی اشکانی مفهومی هراس‌انگیز یافته بود.
روش نبرد اشکانیان مؤثر بود به طوری که رومیان بعدها تلاش کردند تا از این شیوه در نبردها استفاده کنند. اشکانیان با استفاده از این شیوه در نبردهای بسیاری به پیروزی رسیدند.

### اسبهای اشکانیان
اسبهایی که اشکانیان پرورش می‌دادند از بهترین اسبهای زمان خود و مایهٔ رشک دیگران بودند. این اسب‌ها در نسا نخستین پایتخت اشکانیان و مناطق همجوار آن پرورش داده می‌شدند. همانطور که گفته شد سواران سنگین‌اسلحهٔ اشکانی و اسبانشان زره‌های فلزی سنگینی بر تن داشتند که سرتاپایشان را می‌پوشاند. آن‌ها همچنین ساز و برگ و اسلحهٔ بسیاری حمل می‌کردند. اشکانیان اسب‌هایی را پروش می‌دادند که بتواند این سنگینی را تحمل کنند و در کارآییشان نیز خللی ایجاد نکند. اشکانیان بخش بزرگی از پیروزی‌های خود را مدیون این اسب‌های چالاک، قوی و باهوش می‌دانستند. پس از انحطاط اشکانیان ساسانیان نیز از این اسب‌ها در نبردها استفاده می‌کردند.

### جنگ چریکی
اشکانیان ابداع کنندهٔ جنگ چریکی  بودند.
و کلمه ی پارتیزان و جنگ های پارتیزانی از پارت ها گرفته شده است.

## ضعف ارتش اشکانی
ضعف ارتش اشکانی در جوهر و ساختار ملوک‌الطوایفی آن و عدم داشتن مرکزیت بود. این ضعف گاهی باعث اختلال در کار ارتش می‌شد. به خصوص در دورهٔ پایانی فرمانروایی اشکانیان که نبردهای داخلی گریبانگیر دولت اشکانی بود این ضعف بیشتر نمایان بود.